# Caponina
Caponina es un género de arañas araneomorfas de la familia Caponiidae. Se encuentra en Sudamérica y las Antillas.

## Lista de especies
Según The World Spider Catalog 12.0:
- Caponina alegre Platnick, 1994
- Caponina cajabamba Platnick, 1994
- Caponina chilensis Platnick, 1994
- Caponina chinacota Platnick, 1994
- Caponina longipes Simon, 1893
- Caponina notabilis (Mello-Leitão, 1939)
- Caponina paramo Platnick, 1994
- Caponina pelegrina Bryant, 1940
- Caponina sargi F. O. Pickard-Cambridge, 1899
- Caponina testacea Simon, 1891
- Caponina tijuca Platnick, 1994